# Пюилоран (замок)
Пюиллран (фр. Château de Puilaurens, окс. Castèl de Puèglhaurenç) — средневековый замок, принадлежит к числу так называемых «катарских» в коммуне Пюилоран, в департаменте Од (регион [[Окситания (регион Окситания), Франция. В настоящее время бывшая твердыня лежит в руинах. Во Франции замок с 1902 года включён в список историческим памятников. По своему типу относится к замкам на вершине.

## Расположение
Замок расположен на высокой скале над долиной реки Бульзан. Основание крепости находится на высоте 697 метров над уровнем моря. Укрепления в этом месте позволяли контролировать регион Фенуйед. Пюилоран был одним из пяти главных замков на подступах в городу Каркассон.

## История

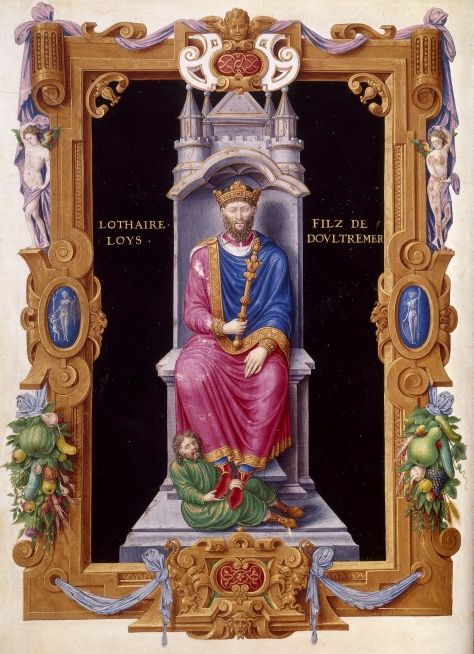
Король Лотарь

### Ранний период
Вероятно, укрепления на скале появились ещё во времена Античности. Впервые название горы Арду, на которой построен замок, встречается в документах 958 года. В бумагах король Лотарь подтверждает пожертвование графа Сунифреда II, сеньора Фенуйеда, аббатству Сен-Мишель де Кукса. В распоряжение монахов передавался регион долины Бульзан. В документе также упоминается церковь Сен-Лоран на скале, которая в эпоху Каролингов могла служить укреплённым убежищем для местных жителей в случае опасности.
Первым известным кастеляном Пюилорана является Пьер Катала, который появляется в качестве свидетеля в судебном процессе Гийома де Пейрепертюза в 1217 году. В 1229 году Гийом де Пейрепертюз лично управлял крепостью. А в 1242 году её комендантом стал Роже Катала, сын Пьера. К середине XIII века у подножья замка выросла небольшая деревня.

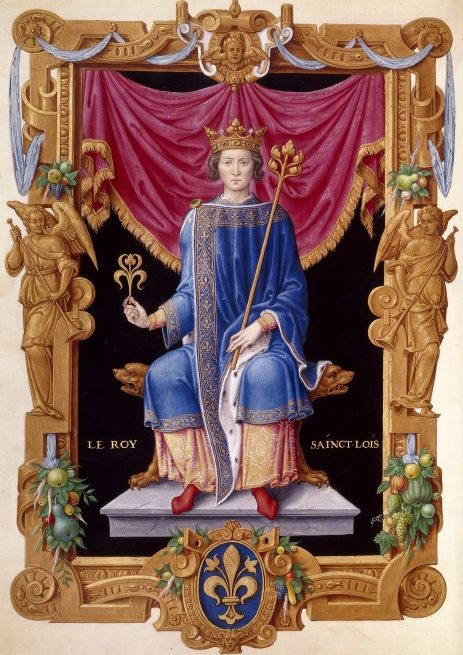
Король Людовик IX

### Эпохакатаров
Пюилоран стал очень известен как неприступное убежище во время крестового похода против альбигойцев. В 1242 году здесь останавливался известный катарский проповедник Пьер Парайр. Обитатели замка оказались одними из тех, кто сумел выдержать осадам католиков и не покориться.
Однако всего через несколько лет всё изменилось. Около 1250 года замок перешёл под контроль короля Франции. В условиях, когда движение катаров было полностью подавлено, защитники Пюилорана решили сдаться.
В своём письме в август 1255 года Людовик IX приказал сенешалю Каркассона произвести ремонт и реконструкцию замка. Именно итоги этих работ определили современный вид замка. В последующие времена радикальной перестройки не происходило.
Король хотел обеспечить надёжную защиту Лангедока на случай вторжений со стороны Арагонского королевства. Поэтому средств на модернизацию не жалели. Корбейский договор 1258 года сделал замок одной из ключевых французских крепостей на границе королевства с Арагоном.
Вскоре Пюилоран вошёл в список «Пяти сыновей Каркассона» - системы оборонительных сооружений, в которую также входили замки Керибюс, Перпертюз, Терме и Агилар. Каждая из крепостей была построена на скалистой труднодоступной вершине.

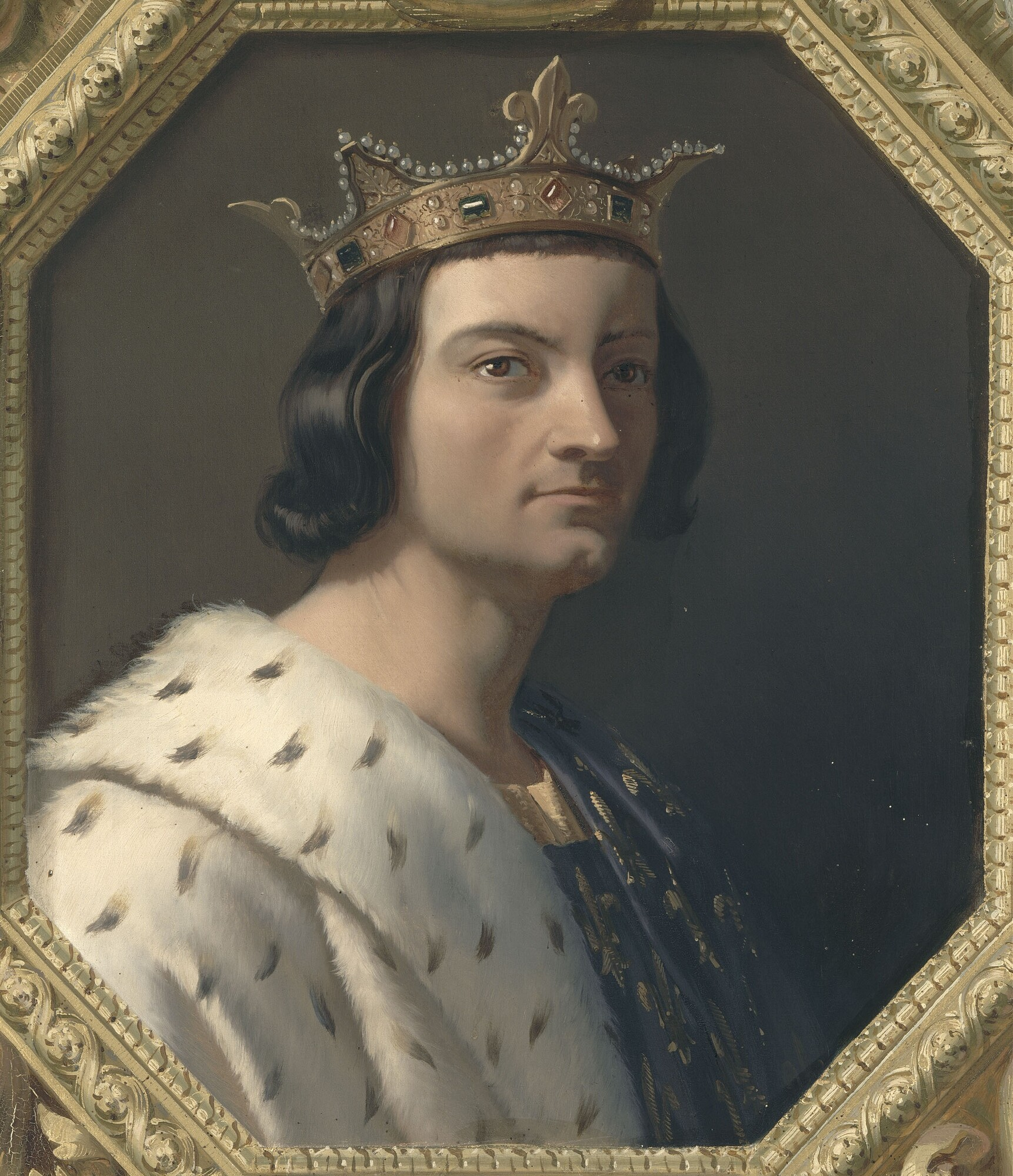
Король Филипп III Смелый

### Королевский замок
После первой военной кампании против Арагона Людовик IX в 1260 году приказал разместить в Пюилоране самый большой гарнизон среди всех крепостей на южной границе. Командовать воинами был назначен сеньор Одона де Монтейль. Помогать ему должны были капеллан и 25 сержантов. Из сохранившихся документов известно, что, например, в 1263 году в замок доставили «десять свиных туш, два Бушеля пшеницы, шесть мешков хорошей муки», а также «10 разных арбалетов, 4100 арбалетных болтов, 18 щитов и пять железных шлемов».
Комплекс был отремонтирован и получил новые фортификационные сооружения в эпоху правления Филиппа III Смелого. Работы проводились в период с 1270 по 1285 год под личным контролем короля.
К Пюилорану неоднократно подступали отряды арагонцев. Он был самой южной крепостью Франции и являлся важнейшей твердыней к северу от Пиренеев. Замок выдержал две серьёзные осады, но так и не был захвачен.

### Эпоха упадка
В 1636 году гарнизон замка был уже не столь многочисленным как прежде. Кроме того, половина солдат отправилась в Порт-Лекате. В итоге решительный штурм 800 арагонцев, прибывшим из Прадеса, оказался успешным. Крепость перешла под контроль испанцев.
Как и другие замки из семьи «сыновья Каркассона», Пюилоран утратил прежнее значение после ратифицированного в 1659 году Пиренейского мира. Документ зафиксировал франко-испанскую границу по Пиренейским хребтам. В итоге французские крепости к северу одна за другой становились заброшенными.
Небольшой гарнизон некоторое время занимал цитадель Пюилорана. Однако без должного ухода укрепления не просто обветшали, но и уже не соответствовали правилам фортификации своего времени. Тем не менее, периодически в Париже вспоминали о былой значимости крепости и пытались предотвратить её разрушение.
Пюилоран был окончательно заброшен во время Великой Французской революции. После этого некогда неприступный комплекс превратился в руины.

### XX век. Реставрация и возрождение
Долгое время замок находился в самом плачевном состоянии. Ничего не изменилось и после того, как в 1902 году руины признали историческим памятником Франции. Лишь в 1950-е годы начались первые работы по предотвращению полного разрушения замка.
Постепенно были укреплены стены и башни. Очистили от мусора и провели частичную реставрацию ряда внутренний помещений. Починили дорогу, ведущую к замку, и соорудили специальные пандусы для прохода в цитадель.
В 2019 году была проведена полная диагностика здания с фотосъемками. Были составлены детальные планы замка. Это позволило обеспечить контроль за каменной кладкой на случай аварийной ситуации. Важно не только обеспечить сохранность сооружений, но и гарантировать безопасность посетителей.
Муниципальные власти после 2021 года проводят комплекс работ по ремонту восточной стены, а также по восстановлению цистерны и южной башни.

Общий план замка

## Описание
Замок является ярким образцом средневековой фортификационной архитектуры. Всё построено по канонам горного оборонительного сооружения. В частности, Пюилоран состоит из нижнего (форбург) и верхнего (цитадель) замков. Общий план укреплений сохранился со времён первоначальной крепости. Внешние обводы стен в целом повторяют контур площадки на вершине скалы: это сильно вытянутая с запада на восток фигура.
Попасть внутрь можно было только с юго-запада по специальному пандусу, построенному в разломе скалы. Этот путь охранялся отдельными автономными  укреплениями и башнями. После XIV века замок приспособили к возможности использования огнестрельного оружия. В частности, для защиты главных ворот был создан барбакан.
Размер основного двора составляет примерно 60×25 метров. Его окружают стены высотой от восьми до 10 метров. По краям имеются две полукруглые башни. В северной части комплекса в скалистой толще была выбита емкость для создания цистерны, в которой хранились запасы воды. У подножия восточной башни есть проход, ведущий на смотровую площадку за пределами крепости.
Пешеходный мост, по которому в наше время туристы могут попасть в цитадель, построен уже в XX веке. Прежде имелся только разборный деревянный пандус и разводной мост. В цитадели (в верхнем замке), в четырёхугольной башне, располагались покои кастеляна замка. Для комфортного проживания имелись камин и деревянная мебель. Последняя реконструкция этих помещений происходила, похоже, в XVI веке.
В западной части комплекса сохранилась круглая башня. Это сооружение именуют «Башней Белой Дамы». Соответственно, уже не одно столетие известна популярная со Средних веков легенда о Белой женщине. Название появилось после того, как здесь останавливалась на некоторое время Бланка де Бурбон, внучатая племянница Филипп IV (король Франции)Филиппа IV Красивого. Она направлялась в Испанию, чтобы выйти замуж за короля Кастилии и Леона Педро I Жестокого и Пюилоран стал последним французским замком на её пути.

## Современное использование
В настоящее время сооружение принадлежит муниципалитету. Руины открыты для посещения с конца марта до середины ноября. По специальной договорённости возможно проведение экскурсий.

## Галерея

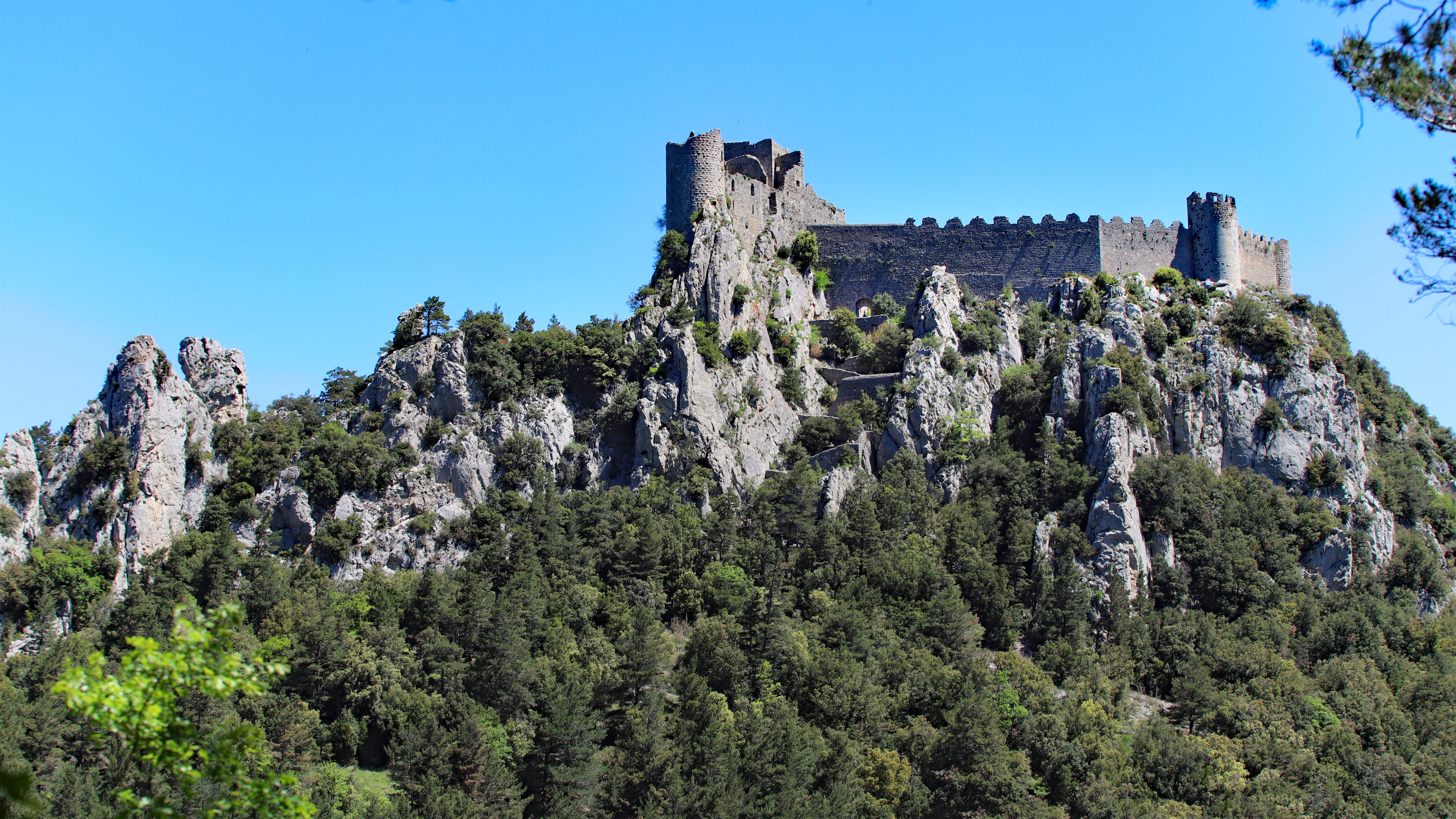
Вид замка с южной стороны
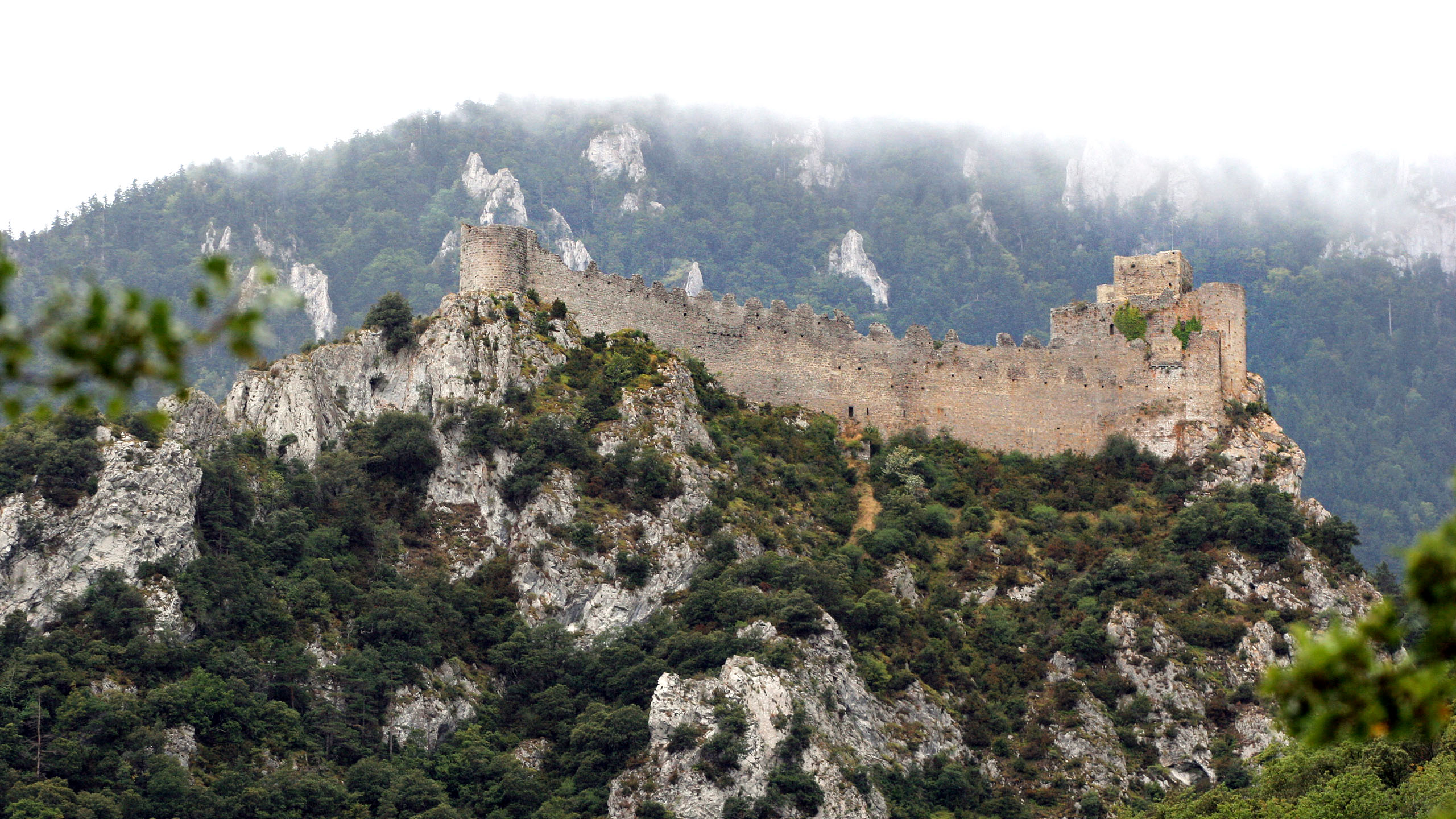
Вид комплекса с северной стороны
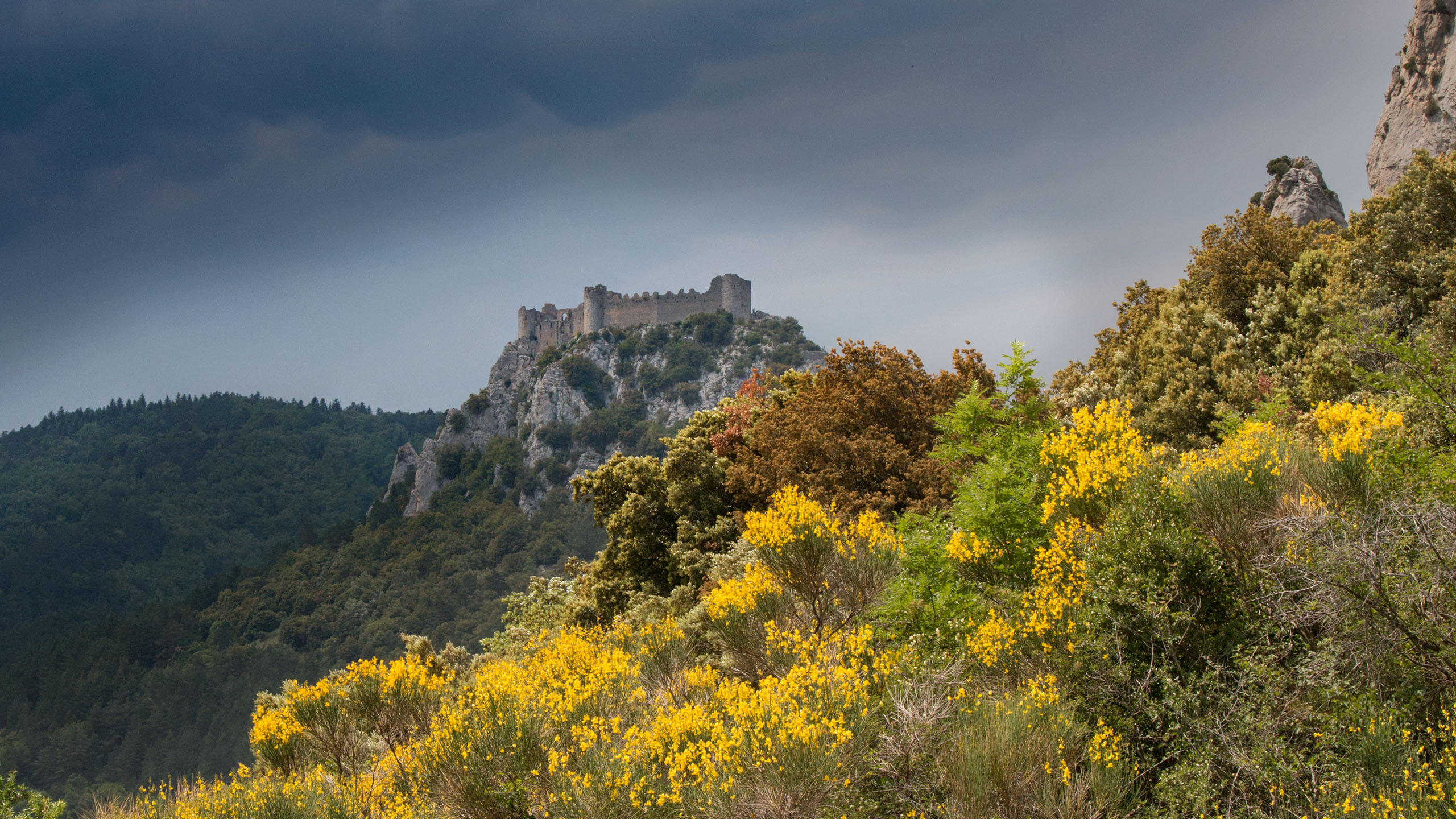
Вид замка с восточной стороны
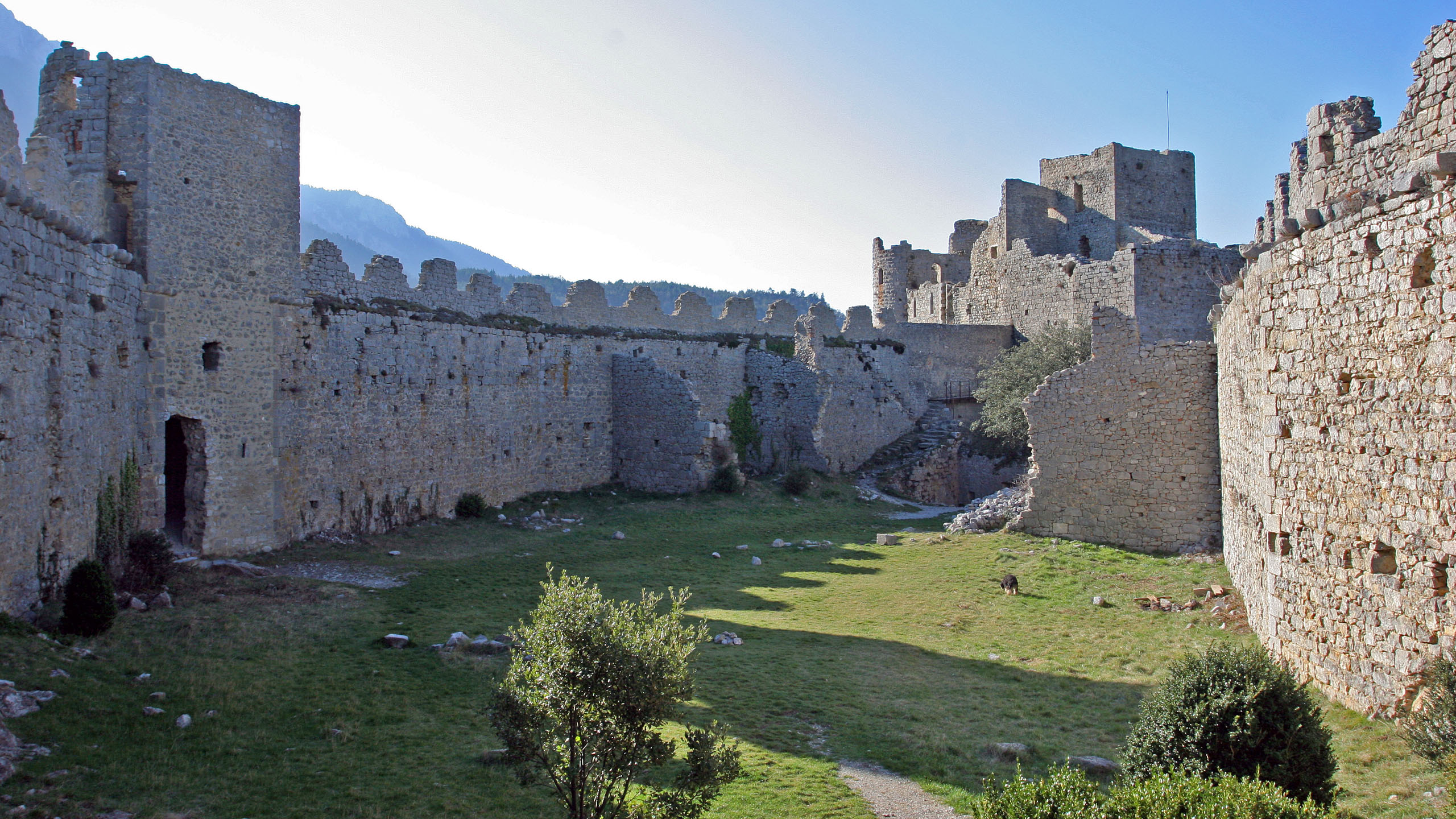
Внутренний двор нижнего замка
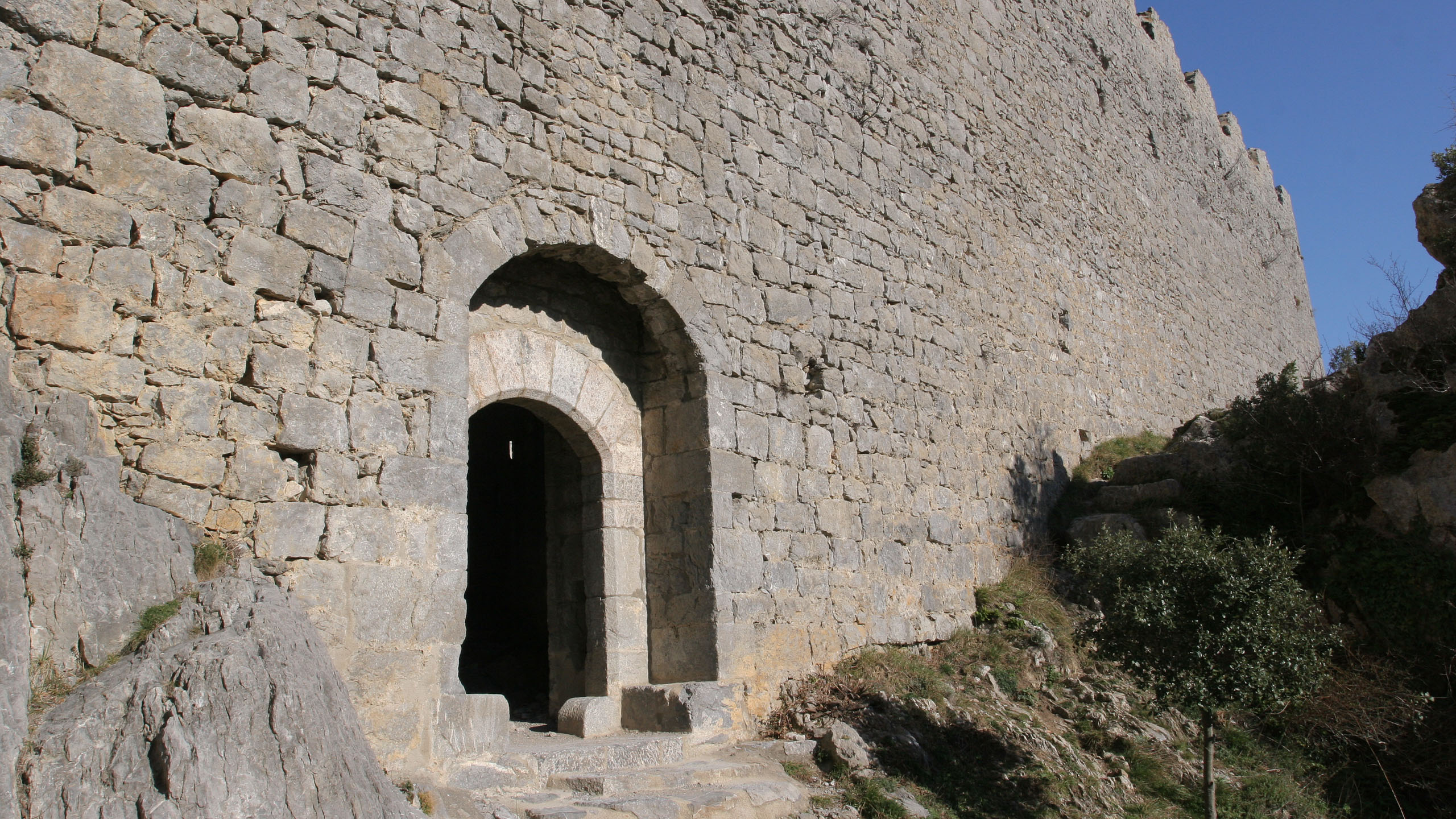
Вход в замок